# Maciste à la cour du cheik
Pour les articles homonymes, voir Maciste contro lo sceicco.
Pour plus de détails, voir Fiche technique et Distribution.
Maciste à la cour du cheik (Maciste contro lo sceicco) est un péplum italien de Domenico Paolella, sorti en 1962.

## Synopsis
À la fin du XVe siècle, pour venger la destruction du sanctuaire de la Vierge de Malaga, les troupes du duc de Malaga débarquent sur les côtes africaines et attaquent la ville de Melida, seigneurie du cheik Abdel-Kader. Le duc de Malaga fait abattre l’obélisque de la ville, mais il est fait prisonnier par le cheik. Grâce à la trahison de Don Ramiro, le frère du régent Don Alfonso de Alvarez, le cheik fait enlever la fille du duc, Isabelle, du couvent espagnol où elle se trouvait. Profitant de la situation, Don Alfonso veut s’emparer du duché de Malaga…
Antonio, qui aime Isabelle, décide de se rendre à Melida avec son ami Maciste, pour la libérer ainsi que son père. Mais ils sont aussi capturés et on oblige Maciste à relever seul l’obélisque abattu. Maciste et Antonio parviennent néanmoins à s'échapper et tentent de ramener Isabella et son père en Espagne.

## Fiche technique
- Titre français : Maciste à la cour du cheik
- Réalisation : Domenico Paolella
- Scénario : Gian Paolo Callegari, Alessandro Ferrau et Sergio Sollima
- Montage : Giacinto Polito
- adaptation française[1] : E.D.P.S.
- d’après une adaptation de : Michel Lucklin, laboratoire de tirage Éclair
- Décors : Alfredo Montori
- Assistance réalisation :Tersicore Kolosoff
- Maquillage : Romolo de Martino, Umberto de Martino
- figurines et Costumes : Giorgio Desideri
- Photographie : Carlo Bellero
- Format :Totalcope, Eastmancolor, 2,35:1
- Costumes fournis par : Tigano Lo Faro
- Studio : Titanus Appia
- Chaussures : Arditi
- Musique : Carlo Savina
- Producteur : Alberto Manca, Adriano Merkel
- Société de production : Compagnia Italiani Grandi Schermi
- Distribution en France : Cosmopolis films et les films Marbeuf
- Pays d'origine :  Italie
- Genre : Péplum
- Durée : 88 minutes
- Dates de sortie :
  - Italie : 21 avril 1962
  - France : 30 janvier 1963

## Distribution
- Ed Fury  (VF : Marc Cassot ) : Maciste
- Erno Crisa  (VF : Michel Gatineau) : le cheik Abdel-Kader
- Gisella Arden (it) (VF : Jane Val ) : Isabelle de Malaga
- Piero Lulli  (VF : Georges Hubert ) : Ramiro de Alvarez
- Massimo Carocci (VF : Jacques Torrens) : Antonio
- John Mac Douglas (VF : Louis Arbessier ) : le duc de Malaga
- Mara Berni  (VF : Jacqueline Carrel) : Zuleima la favorite
- Adriano Micantoni  (VF : Jean-Henri Chambois ) : le régent Alfonso de Alvarez
- Carlo Latimer (VF : Georges Aminel ) : Selim
- Bruno Scipioni   (VF : Pierre Collet ) : Luis, le borgne
- Gino Soldi  (VF : Henry Djanik) : Benda Nera
- Anna Ranalli : Consuelo
- Carlo Pisacane : Ali
- Edy Nogara : la mère supérieure
- Antonio Corevi : le cardinal
- Mimmo Poli : le chambellan du cheik
- Amedeo Trilli : le capitaine du navire
- Pasquale Fasciano : un lutteur
- Claudio Ruffini : un lutteur
- Nazzareno Zamperla : un lutteur
- Amerigo Santarelli : le bourreau
- Fortunato Arena : un lutteur
- René Arrieu : le narrateur